# Elance
Elance är en global plattform för onlinejobb. Kunder kan hyra oberoende frilansande specialister och använda arbetsverktyg online för att samarbeta och administrera arbetsgrupper och projekt. Oberoende uppdragstagare skapar profiler och portfolios online, erbjuder sina tjänster, jobbar och får betalt genom Elances webbplats.

## Bakgrund
Grundarna av Elance blev inspirerade av artikeln "The Dawn of the E-Lance Economy" i Harvard Business Review 1998, och såg behovet för en teknologi som kunde hantera arbetsprojekt online, och den första versionen av tjänsten lanserades 1999. Två år senare introducerade Elance ett system till stora företag för att administrera uppdragstagare och tjänster från tredje part. Elance sålde sin enterprise software division 2006 och påbörjade utvecklingen av vad som är dagens webbaserade plattform för tillfälligt frilansarbete online.

I februari 2012 användes Elance av ungefär 140,000 verksamheter och 1,4 miljoner registrerade uppdragstagare, som tillsammans tjänat mer än 500 miljoner dollar.

## Elance

### Kunder
Företag och verksamheter kan använda Elances webbplats till att publicera jobb, söka efter uppdragstagare och hantera förslag och erbjudanden. De kan utvärdera uppdragstagare som söker jobben genom att granska kvalifikationer, arbetshistorik, omdömen, portfolios och resultat på kvalifikationstester. Så snart en uppdragstagare blir vald för ett jobb eller projekt så sköts all kommunikation, filhantering och betalning direkt mellan de två parterna i Elances virtuella arbetsrum. För timbaserade jobb skapas tidrapporter automatiskt, och Elances arbetsverktyg Work View registrerar utfört arbete. För projektbaserade jobb definieras milstolpar som tydliggör arbetets fortgång, och betalningar genom Elance Escrow ser till att pengar betalas ut endast om respektive milstolpe fullbordats. När en uppdragstagare erbjuder ett arvode per timme eller ett fast pris till en kund, så inkluderar Elance automatiskt en serviceavgift om 6.75 - 8,75%. Först efter att Elance har debiterat kunden och fått betalt för utfört arbete så dras avgiften av, och återstoden överförs till uppdragstagarens konto.

### Uppdragstagare
Frilansande specialister kan söka på Elances webbplats efter potentiella uppdrag, granska kunder, erbjuda sina tjänster och sedan sköta arbetet genom Elances virtuella arbetsrum där all kommunikation och filhantering sker. Varje uppdragstagare har en unik profil som visar historiska jobb, omdömen, en portfolio och information kring speciell kompetens och utbildningsbakgrund som kan verifieras av potentiella kunder. Registrerade användare kan gratis skicka upp till 15 erbjudanden till kunder per månad, medan betalt medlemskap ger möjlighet till att skicka fler erbjudanden. Betalning för utfört arbete är garanterad för såväl timbaserat arbete som projektarbete med fast pris, så länge arbetet utförs genom Elance. 

I en undersökning bland uppdragstagare 2011 framkom att Elance var den ”enda inkomstkällan” för 36% av de svarande, och att 69% åtminstone hade kandidatexamen.

## Kompetens
Jobb som sorterar under informationsteknologi, såsom webb, mobilprogrammering och programutveckling står för majoriteten av inkomster på Elance (59%), följt av kreativa jobb (24%), marknadsföring (7%), och operativa och administrativa arbeten (7%). Även jobb för skribenter och grafiska formgivare är populära. Elance upprätthåller en uppdaterad lista över de 100 mest efterfrågade kompetenserna, och under 2011 var de mest efterfrågade kompetenserna PHP-programmering, WordPress-programmering, artikelförfattande, grafisk formgivning och HTML-programmering. Specifik data, inklusive siffror på global tillväxt och inkomster för de mest efterfrågade kompetenserna finns tillgängligt på Elances webbplats.

## Utmärkelser och erkännanden
Elance har citerats som exempel på den nya paradigmen inom informell arbetsplatskommunikation som använder sociala mediers verktyg och molnbaserade tjänster för att driva produktiviteten framåt. Elance vänder sig också till den alltmer flytande arbetsmarknaden genom att etablera direkt kontakt mellan uppdragstagare med spetskompetens och kunder med specifika behov. Detta minskar sökfriktionen och gagnar ekonomin i sin helhet. 

Eftersom företag och verksamheter i en allt stigande grad ser sig om efter projektbaserad arbetskraft istället för konventionella heltidsanställda, ökar populariteten för marknadsplatser för frilansare, såsom Elance. Företagsägare är positiva till trenden eftersom lönekostnaderna kan hållas nere, och frilansare likaså, eftersom fler kunder ger en ökad arbetstrygghet. Projektbaserat arbete ger också mindre företag tillgång till spetskompetent personal, till märkbart lägre kostnader än jämfört med anställning av personal på heltid. 

2009 valdes Elance som en av CNET’s Webware 100, en utmärkelse som erkänner produkter och tjänster som konkretiserar Web 2.0 med molnbaserade tjänster.